# فاینال فانتزی: ارواح درون
فاینال فانتزی: ارواح درون (به انگلیسی: Final Fantasy: The Spirits Within) یک فیلم پویانمایی رایانه‌ای علمی–تخیلی محصول دو کشور آمریکا و ژاپن است که در ژوئیه سال ۲۰۰۱ منتشر شد. کارگردان این فیلم هیرونوبو ساکاگوچی خالق مجموعه بازی‌های نقش‌آفرینی محبوب و موفق فاینال فانتزی است. فاینال فانتزی: ارواح درون به عنوان اولین فیلم انیمیشنی فوتورئالیسم به‌شمار می‌رود که همچنین عنوان پرهزینه‌ترین فیلم تمام دوران که بر پایه بازی ویدئویی ساخته شده‌است را به خود اختصاص داده است. از صداپیشگان این فیلم می‌توان به مینگ-نا ون، الک بالدوین، جیمز وودز، دونالد ساترلند، پری گیلپین، وینگ ریمز و استیو بوشمی اشاره کرد.
فاینال فانتزی: ارواح درون داستان دو دانشمند به نام‌های اکی راس و دکتر سید است که تلاش می‌کنند زمین پسارستاخیز را از شر یک نژاد بیگانه افسانه‌ای و آدمکش به نام فانتوم‌ها نجات دهند.